# Frâncești
Frâncești est une commune du județ de Vâlcea en Roumanie.